# 長足捷蟻
细足捷蚁（學名：Anoplolepis gracilipes），英文俗名：（黃瘋蟻）、（長腿蟻）或 （馬爾代夫蟻），中文译名有細足捷蟻、長足捷蟻、長腳捷蟻、長角捷蟻，是捷蟻屬下的一種螞蟻，因為偶然引入澳大利亞和聖誕島，而對二地的生態系統造成了災難性影響。牠不僅是世界百大外來入侵種之一，也是世界上體型最大的入侵螞蟻之一，長約1—2（0.039—0.079英寸）。
長足捷蟻體型較大，腿部和觸角都很長，通體呈黃色或橘黃色。它廣泛分佈與世界各地的熱帶地區，在太平洋地區更為常見。

## 分佈
長足捷蟻的原產地據推測可能是西非，已經入侵世界各地的亞熱帶和熱帶地區。其中包括加勒比群島、印度洋的塞舌耳、馬達加斯加、毛里求斯、留尼汪、可可斯群島以及聖誕島、太平洋的新喀里多尼亞、夏威夷、法屬波利尼西亞、臺灣、沖繩、瓦努阿圖、密克羅尼西亞和加拉帕戈斯群島。
該物種可以寄生在肉桂、柑橘、可可和椰子樹等許多植物上，因為其巢穴就在樹幹中，因此極容易被運送木材的船隻攜帶、進而傳播到別的地區。台灣於日治時期遭入侵。(台灣於日治時期才開始進行螞蟻研究，研判入侵時間可能更早)
蟻后和工蟻可能會離開巢穴建立新居，但是其本身的擴張速度並不很快。之所以變成入侵物種大多還是人類攜帶的緣故。據報告，塞舌耳的長足捷蟻每年移動距離為400（1,300英尺）。不過聖誕島上的長足捷蟻的速度就快得多，達到了每日3米，每年移動約一千米。

## 習性

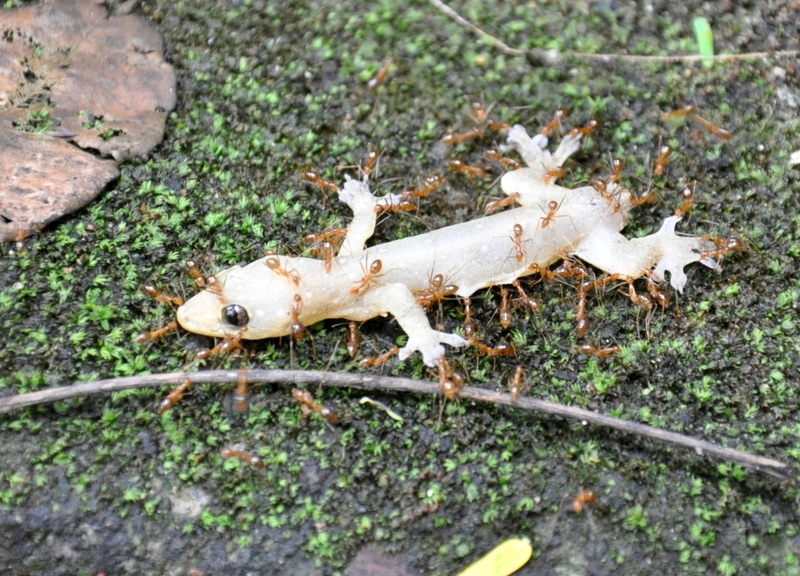
印度的一群長足捷蟻正在拖拽一條死去的壁虎

長足捷蟻的食性很廣，包括作物、昆蟲和腐屍。曾報導發現長足捷蟻主動進攻等足目、多足類、蛛形綱、蚯蚓、地蟹等生物。
像其他螞蟻一樣，長足捷蟻會利用蚜蟲、蚧殼蟲和其他胸喙类昆蟲獲取蜜露。長足捷蟻對蚜蟲的依賴性十分之大，若沒有足夠的蚜蟲提供蜜露，其擴張速度就会降低。而相對的，長足捷蟻會為這些昆蟲提供保護。研究顯示，如果長足捷蟻從一個地區搬走，當地的蚧殼蟲數量在11週內會下降將近7成，10個月後將完全消失。